# Karina Sawossik
Karina Sawossik (belarussisch Карына Савосік, englisch Karina Savosik; * 21. Juni 1989 in Nawahrudak, Belarussische SSR, Sowjetunion) ist eine belarussische Biathletin.

## Karriere
Karina Sawossik nahm erstmals 2007 in Martell an den Junioren-Weltmeisterschaften teil und wurde 28. des Einzels, 55. des Sprints und verpasste als Viertplatzierte mit der Staffel knapp eine Medaille. 2008 folgte die Junioren-WM in Ruhpolding, bei der Sawossik 60. des Einzels, 27. des Sprints, 44. der Verfolgung und Staffel-Siebte wurde. Es folgte die Teilnahme an den Rennen der Biathlon-Weltmeisterschaften 2008 in Nové Město na Moravě. Im Einzel kam sie bei den Juniorinnen zum Einsatz und wurde 44., für das Staffelrennen wurde sie an die Seite von Nastassja Hruschezkaja, Nadseja Skardsina und Wolha Zezjaruk in die Frauenstaffel berufen, mit der sie Rang sieben erreichte. Im weiteren Verlauf des Jahres nahm sie an den Skiroller-Juniorenrennen der Sommerbiathlon-Weltmeisterschaften 2008 in der Haute-Maurienne teil und gewann mit der Staffel sowie im Sprint hinter Marine Bolliet und Anaïs Bescond die Bronzemedaillen. Im Verfolgungsrennen fiel sie auf den siebten Rang zurück.
In Canmore startete Sawossik 2009 erneut bei den Junioren-Weltmeisterschaften und wurde dort 46. des Einzels, 21, des Sprints, 23. der Verfolgung und Sechste im Staffelrennen. Es folgte in Oberhof erneut die Teilnahme an den Sommerbiathlon-Weltmeisterschaften der Junioren, wo die Belarussin auf Skirollern im Staffelrennen ebenso wie hinter Megan Tandy im Sprintrennen die Silbermedaillen gewann. Im Verfolgungsrennen schob sich Anastassija Romanowa zwischen Tandy und Sawossik. In Torsby folgte die vierte und letzte Teilnahme an einer Junioren-WM. Sawossik belegte im Einzel den 29. Platz, wurde 38. des Sprints, beendete das Verfolgungsrennen nicht und wurde mit der Staffel Fünfte. Bei den Biathlon-Europameisterschaften 2010 in Otepää startete die Belarussin erneut bei den Einzelrennen im Juniorenbereich und wurde 32. des Einzels, 18. der Sprints und 21. der Verfolgung. Für die Staffel wurde Sawossik erneut in die Frauenstaffel von Belarus berufen, wo sie mit Iryna Babezkaja, Darya Neserchik und Darja Jurkewitsch Achte wurde. Ihre letzten Juniorinnen-Rennen bestritt sie bei den Sommerbiathlon-Weltmeisterschaften 2010 in Duszniki-Zdrój. Im Sprint wurde sie 17., 13. des Verfolgungsrennens und Staffel-Siebte.
In Obertilliach trat Sawossik 2009 abgesehen von ihren Staffelstarts bei Biathlon-Europameisterschaften erstmals bei den Frauen im Leistungsbereich an. Beim IBU-Cup-Sprint wurde sie 57. 2011 gewann sie als 40. eines Einzels in Annecy erstmals Punkte.